# 阿克爾別克·扎帕羅夫
阿克爾別克·烏先別科維奇·扎帕羅夫（1964年9月14日—）是吉尔吉斯斯坦政治家，自2021年10月12日至2024年12月16日擔任吉尔吉斯斯坦总理。 他还兼任薩德爾·扎帕羅夫总统领导下的总统府负责人。
扎帕罗夫拥有经济和工程背景，此前曾在阿斯卡爾·阿卡耶夫和库尔曼别克·巴基耶夫政府担任过多个主要经济职位，包括在郁金香革命后于2005年3月26日至2007年12月27日在巴基耶夫领导下担任经济和财政部长。